# Regan Smith
Regan Smith (Lakeville, 9 febbraio 2002) è una nuotatrice statunitense.
Fortemente specializzata nel dorso, è detentrice del primato mondiale sulla distanza dei 100 metri (57"13, realizzato nel giugno 2024).

## Carriera
Ai mondiali giovanili di Indianapolis del 2017 vince due ori individuali nei 100 e nei 200 metri dorso e due argenti in staffetta. Nel 2018, nei campionati panpacifici, vince il bronzo nei 200 metri dorso.
Durante il suo primo mondiale, nel 2019 a Gwangju, l'americana ottiene due medaglie d'oro: la prima nei 200 metri dorso, davanti a Kaylee McKeown e Kylie Masse e la seconda nella 4x100 m misti, assieme a Lilly King, Kelsi Dahlia e Simone Manuel.
Nel 2021 Smith prende parte ai suoi primi Giochi olimpici, a Tokyo: l'americana si aggiudica l'argento nei 200 m farfalla con il tempo di 2'05"30, giungendo alle spalle soltanto della cinese Zhang Yufei. Inoltre, si aggiudica anche il bronzo nei 100 m dorso con il crono di 58"05, dietro a Kaylee McKeown e Kylie Masse nella finale. A queste medaglie individuali aggiunge un bronzo nella 4x100 metri misti.
Ai mondiali di Budapest 2022 si laurea campionessa nei 100 metri dorso con il tempo di 58"22 e conferma l'oro nella 4x100 misti. L'anno dopo, a Fukuoka, oltre al terzo oro consecutivo nella 4x100 metri misti, ottiene tre argenti nelle distanze del dorso (50 m, 100 m e 200 m) e un bronzo nei 200 m farfalla.
Nel giugno del 2024 sigla il nuovo record del mondo nei 100 metri dorso (57"13) durante i Trials olimpici di Indianapolis. A Parigi 2024 Smith si aggiudica altri tre argenti olimpici: nei 100 e nei 200 metri dorso termina alle spalle dell'australiana McKeown, mentre nei 200 metri farfalla conclude in 2'03"84 (nuovo record nazionale statunitense), sconfitta solamente dalla canadese Summer McIntosh. Vince tuttavia la medaglia d'oro nella staffetta 4x100 metri misti mista (pur non disputando la finale) e nella 4x100 metri mista, siglando peraltro in questa occasione il nuovo record olimpico dei 100 metri dorso, con il crono di 57"28.
Il 25 ottobre 2024 - durante la tappa di Coppa del Mondo di Incheon, in Corea del Sud - realizza, in 54"41, il nuovo record del mondo in vasca corta dei 100 metri dorso. Tra il 1° e il 2 novembre, a Singapore, migliora ulteriormente tale record - abbassandolo a 54"37 - e ne realizza un secondo anche sulla doppia distanza (sempre in vasca corta) con il crono di 1'58"83. A dicembre, durante i mondiali in vasca corta di Budapest, vince la medaglia d'oro in tutte e tre le distanze del dorso: nei 50 e nei 200 metri firma i nuovi record del mondo (rispettivamente in 25"23 e in 1'58"04), mentre nei 100 metri fa segnare il nuovo record della manifestazione in 54"55. Nella staffetta 4x100 metri mista, infine, sigla altri due record del mondo, uno individuale (54"02 nella frazione di apertura a dorso) e uno di staffetta (3'40"41).
Ai mondiali di Singapore del 2025 vince il suo sesto oro iridato nella 4x100 metri misti, migliorando ulteriormente il record del mondo con il crono di 3'49"34.

## Palmarès
- Giochi olimpici

Tokyo 2020: argento nei 200m farfalla e nella 4x100m misti, bronzo nei 100m dorso.
Parigi 2024: oro nella 4x100m misti e nella 4x100m misti mista, argento nei 100m dorso, nei 200m dorso e nei 200m farfalla.
- Mondiali

Gwangju 2019: oro nei 200m dorso e nella 4x100m misti.
Budapest 2022: oro nei 100m dorso e nella 4x100m misti.
Fukuoka 2023: oro nella 4x100m misti, argento nei 50m dorso, nei 100m dorso e nei 200m dorso, bronzo nei 200m farfalla.
Singapore 2025: oro nella 4x100m misti, argento nei 50m dorso, nei 100m dorso, nei 200m dorso e nei 200m farfalla.
- Mondiali in vasca corta

Budapest 2024: oro nei 50m dorso, nei 100m dorso, nei 200m dorso e nella 4x100m misti, argento nei 200m farfalla e nella 4x100m misti mista, bronzo nella 4x50m misti mista.
- Campionati panpacifici

Tokyo 2018: bronzo nei 200m dorso.
- Mondiali giovanili

Indianapolis 2017: oro nei 100m dorso e nei 200m dorso, argento nella 4x100m misti e nella 4x100m misti mista.

## Riconoscimenti
- World Swimmer of the Year: 2019
- American Swimmer of the Year: 2019